# 基索內河

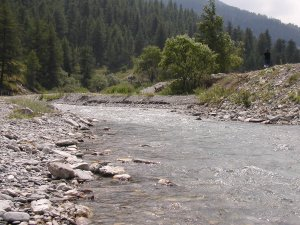

基索內河是意大利的河流，河道全長53公里，流域面積604平方公里，平均流量每秒12立方米，發源自科蒂安阿爾卑斯山脈，最終注入佩利切河。
44°49′N 7°25′E / 44.817°N 7.417°E